# たくまる圭
たくまる 圭（たくまる けい）は、日本の漫画家。女性。

## 作品一覧
連載中
連載終了
- アカシヤの星（『月刊IKKI』連載）　単行本全3巻
- アニキ（『ビッグコミックオリジナル増刊』連載）　単行本全2巻
- 吉浦大漁節（白泉社）　単行本全1巻
- 俺の犬（『ビッグコミックオリジナル増刊』掲載）
- アルフー少年（『ヤングアニマル』連載）　単行本全1巻

| スタブアイコン | サブスタブ | この項目は、まだ閲覧者の調べものの参照としては役立たない、漫画家・漫画原作者に関連した書きかけの項目です。この項目を加筆・訂正などしてくださる協力者を求めています（P:漫画/PJ:漫画家）。 |